# Drehgeber

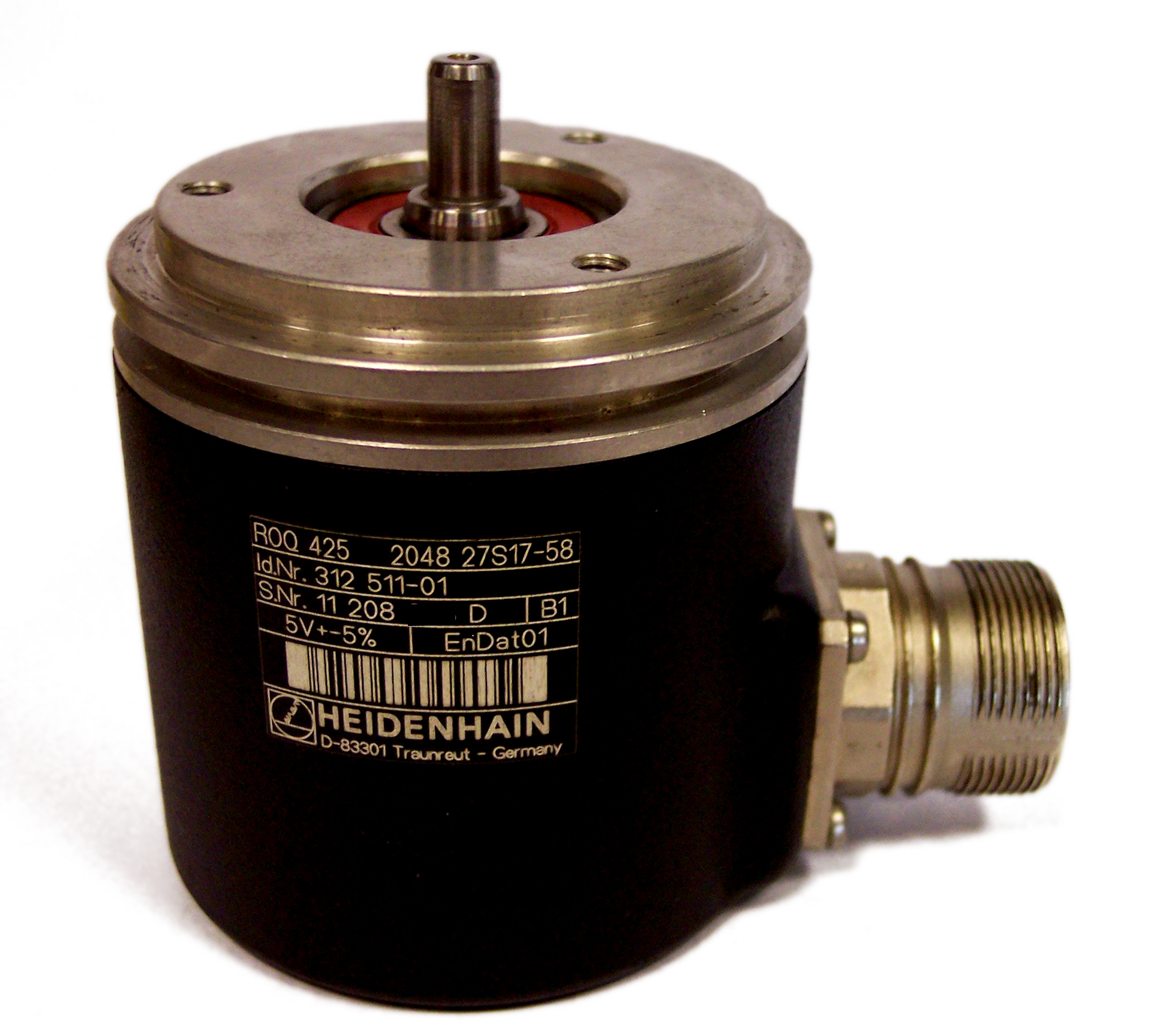
Drehgeber mit Eigenlagerung

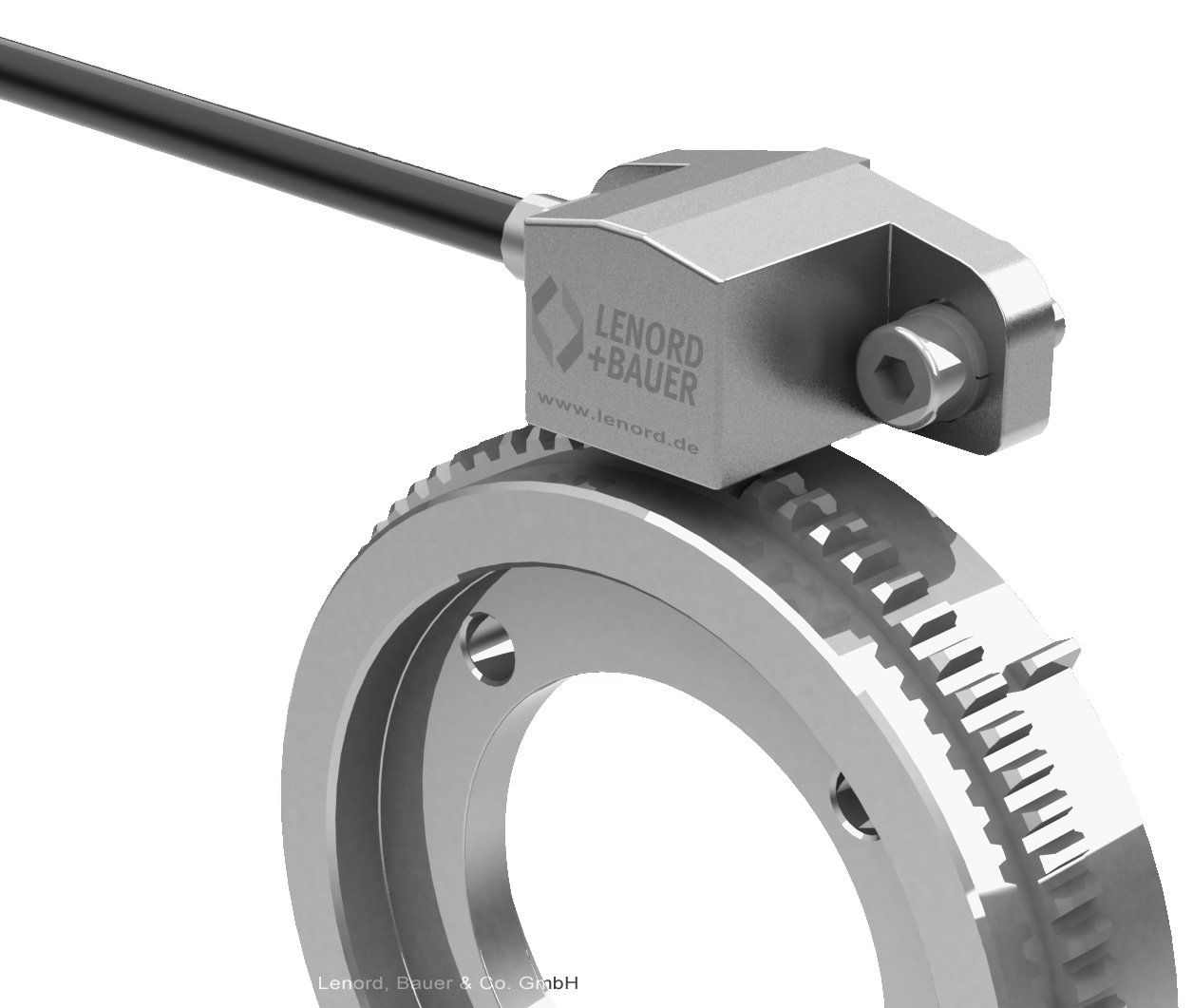
Drehgeber ohne Eigenlagerung

Ein Drehgeber (bzw. Drehwinkelgeber oder rotary encoder) ist ein Sensor für Drehwinkel, der meist digitale Ausgangssignale liefert, die am anderen Ende der Sensorleitung im Auswertegerät decodiert werden müssen. Deshalb wird er auch als Encoder (englisch: rotary encoder, deutsch: Kodierer) bezeichnet.
„Drehgeber“ wird manchmal auch als Oberbegriff für alle Winkellagegeber verwendet.

## Unterschiede in der Art der Signalauswertung

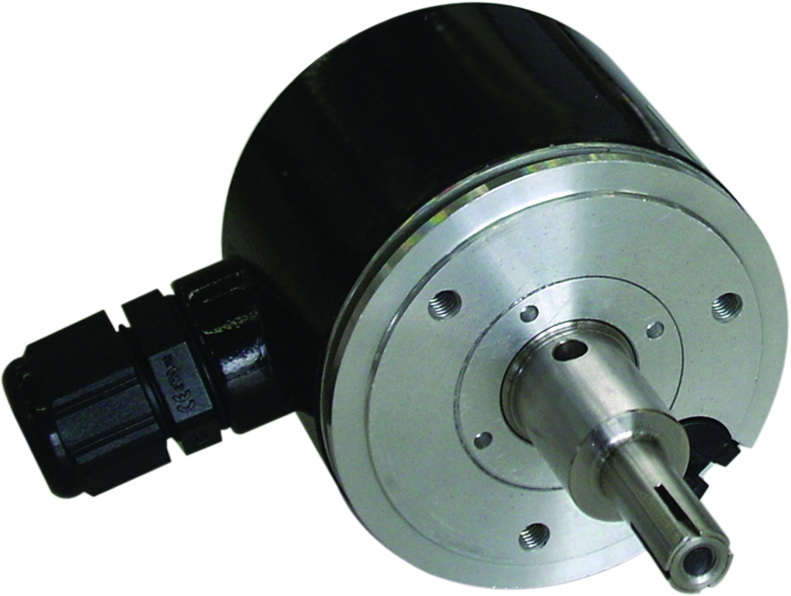
Inkrementalgeber Drehgeber

### Inkrementalgeber
Inkrementalgeber liefern eine bestimmte Anzahl an Schritt-Impulsen sowie einen sogenannten Nullimpuls pro Umdrehung. Hier findet die Erfassung über eine Strichscheibe, ein Magnetrad (Polrad) oder über Zahnradflanken statt. Es erfolgt die Ausgabe von zwei um einen Viertelimpuls (90° elektrisch) versetzten digitalen Ausgangssignalen (A- und B-Spur) oder analogen Sinus- bzw. Cosinus-Signalen. Die Wertbildung erfolgt durch Zählen der Impulse im Auswertegerät. Der absolute Winkel kann erst nach dem Verarbeiten der Referenzmarke oder Erkennen der Markierung des Nullpunkts (Nullimpuls) bestimmt werden. Hierbei kann durch die Erkennung der Signalflanke ein Signal als „Takt“ oder „Schritt“ und ein weiteres für die „Richtung“ berechnet werden.
Inkrementaldrehgeber werden häufig als Drehzahlmesser verwendet, indem die Zeit einer Umdrehung (Zeit zwischen zwei Nullimpulsen) oder zwischen zwei Inkrementen gemessen wird.

### Inkrementalgeber mit UVW-Signalen
Bei einem Inkrementalgeber mit UVW-Signalen sind neben den AB-Spuren des Inkrementalgebers (Encoder) zusätzlich eine sogenannte U-,V- und W-Spur vorhanden. 
Diese werden bei elektrischen Drehstrommaschinen in der Regel zur Kommutierung verwendet. Die UVW-Signale ändern sich bei der Drehbewegung nach dem 3-Bit-Gray-Code, wobei die Zustände [000] und [111] nicht vorkommen. Bei einer Drehstrommaschine mit nur einem Polpaar werden pro mechanische Umdrehung sechs Zustände unterschieden. Damit ist die Rotorlage auf mindestens 60° genau bekannt, was ausreichend ist, um die Drehstrommaschine bei einer feldorientierten Regelung bis zur nächsten UVW-Flanke zu bewegen. Dort ist dann die exakte Rotorlage bekannt.

### Absolutwertgeber
Beim Absolutwertgeber erfolgt die Erfassung über eine Kodierscheibe. Mehrere Umdrehungen werden durch ein eingebautes Getriebe oder andere Verfahren (z. B. Wiegand-Draht) erkannt; es folgt die serielle Übertragung der Messwerte zum Auswertegerät. Der Messwert steht sofort nach dem Einschalten zur Verfügung.

## Unterschiede im mechanischen Aufbau
- Geber mit Eigenlagerung
  - einseitige oder durchgehende Hohlwelle mit angebauter Statorkupplung. Sie werden direkt auf die zu messende Welle gesteckt.
  - mit kurzer Welle (Ø 4/6/10 mm) und Synchroflansch oder Klemmflansch. Sie werden mit einer separaten Wellenkupplung angeschlossen (siehe Bild).
- Geber ohne Eigenlagerung, z. B. Einbaudrehgeber oder Einbau-Messgeräte. Bei ihnen wird der Rotor direkt an die zu messende Welle montiert. Der Stator muss dazu an der Maschine ausgerichtet werden.